# バンデラス ウクライナの英雄
『バンデラス ウクライナの英雄（ウクライナ語: Позивний Бандерас、ラテン文字転写：Pozyvnyy 'Banderas'）』は、2018年製作のウクライナ映画。

## 概要
2014年のウクライナ紛争（ドンバス戦争）を題材に、ドネツィク州（ドネツク州）における親ロシア分離派による工作活動を描くウクライナの映画である。

## ストーリー
2014年9月、ウクライナ東部のドネツク州ヴェセレ村で、住民が乗るバスが何者かに襲撃される事件が発生した。ウクライナ政府軍の仕業とするテレビの報道を信じる住民が多かった。ウクライナ政府軍は、この事件の首謀者は村近くに駐屯する政府軍に潜入する活動家「ホドック」と断定し、同村出身の軍情報部アントン・センコ大尉（通称「バンデラス」）率いるチームが現地に派遣される。

## キャスト
- アントン・センコ大尉（バンデラス） - オレグ・シュルガ

## スタッフ
- 監督：ザザ・ブアヅェ
- 製作：セルゲイ・バラノフ、オルガ・クリメンコ、イゴール・ヴォルコフ
- 脚本：アルテム・キルサノフ、セルゲイ・ジューバ
- 撮影：オレクサンドル・ゼムリャニィ
- 音楽：フランコ・エコ

## 公開
- ウクライナ：2018年10月11日

ビデオ・配信（ビデオ・オン・デマンド）
- ウクライナ - 2018年12月6日（VOD「MEGOGO」）
- 韓国 - 2019年5月16日（VOD）、2019年9月17日（DVD）
- オランダ - 2019年6月20日（DVD）
- 日本 - 2019年8月2日（DVD、VOD）
- デンマーク、スウェーデン、ノルウェー - 2019年12月12日（DVD）
- フィンランド - 2019年12月12日（DVD、VOD）

## 受賞
- ゴールデン・ジガ賞 - 2019年編集賞